# Milindapañha
Il Milindapañha (pāli, sanscrito: Miliṇḍapañha, "Le domande di Menandro" o anche Nāgasenabhiksusūtra, "Il Sutra del monaco Nāgasena") è un testo buddista composto sotto forma di dialogo in lingua pāli scritto originariamente in una lingua pracrita, probabilmente in gāndhārī, tra i due secoli a cavallo dell'inizio della nostra era.

## Problemi linguistici e testuali
Della originaria versione in gāndhārī, composta presumibilmente nel Kaśmir, rimangono solo due traduzioni in cinese di autore sconosciuto redatte durante la dinastia Jin (317–420) con il titolo di 那先比丘經 Nàxiānbǐqiūjīng (Il Sutra del monaco Nāgasena, giapp. Nasenbikukyō, conservate nel Lùnjíbù al T.D. 1670). 

Questa versione cinese è in soli tre volumi, a differenza di quella attualmente esistente in pāli in quattro volumi, l'ultimo dei quali a sua volta quadripartito. Questa discrepanza può essere spiegata col fatto che il testo non fu inserito nel canone buddista in quanto non rientrante in nessuno dei classici "Tre Canestri" (Sutra, Vinaya, Abhidharma) se non in epoca più tarda e nella sola Birmania (nel Sutra Pitaka, sezione Khuddaka Nikaya).

La mancanza di una precisa collocazione canonica permise che il testo subisse varie modificazioni che si stratificarono nel corso del tempo. Il fatto che il Milindapañha conservi al suo interno, nella successiva traduzione pāli, delle citazioni di testi canonici che non compaiono nel Canone pāli, ma probabilmente appartenenti al perduto canone sanscrito della scuola Sarvāstivāda, permette di confermare la collocazione geografica della genesi dell'opera.

L'opera in pāli, così come la conosciamo oggi, appare per la prima volta citata in parti del Visuddhimagga di Buddhaghosa (370-450)

## L'opera
Il dialogo filosofico di argomento buddista è ambientato nella città di Sāgalā (l'odierna Siyālkoṭ) tra il monaco Nāgasena, altrimenti ignoto, e Milinda, il sovrano indo-greco Menandro I regnante tra il 155 e il 130 a.C. circa su un territorio variamente descritto dalle fonti da una porzione del Punjab fino a tutta la pianura gangetica fino a Pāṭaliputra.

Oltre alle fonti archeologiche numismatiche, Menandro I è citato da vari storici quali Strabone, Patañjali, Plutarco e nel Gārgīsaṃhitā.

La struttura del testo è basata su una serie di domande dottrinali e dubbi derivanti da apparenti aporie logiche poste da Milinda a Nāgasena, il quale risponde in stile chiaro e diretto, con molti esempi tratti dall'esperienza quotidiana, ma arricchiti da numerose citazioni da Sutra, brani del Vinaya, biografie delle vite anteriori del Buddha contenute nelle Jātaka.

Nel testo è riportata anche la presa di rifugio nei Tre Gioielli (il Buddha, il Dharma ed il Sangha) da parte di Menandro, segnando così anche formalmente la sua conversione al Buddismo. Nel testo si specifica in seguito che il sovrano abdicò in favore del figlio e dallo stato laicale prese i voti monastici.

## Le traduzioni
Le traduzioni in lingue occidentali del Milindapañha:
- 1890, da parte di T.W. Rhys Davids in Sacred Books of the East Series, n.35 e 36.
- 1919, da parte di Nyanatiloka in Die Fragen des Königs Milinda.
- 1923, da parte di L. Finot in Les Questions de Milinda
- 1923, da parte di S. Cagnolla in Dialoghi del re Milinda.
- 1964, da parte di I.B. Horner in Milinda's Questions.
- 1982, da parte di M.A. Falà in Milindapañha, Le Domande di Re Milinda.
- 1991, da parte di Bhikkhu Pesala in The Debate of King Milinda.
- 2022, da parte di Genevienne Pecunia in Milindapañha - Le radici della saggezza buddista